# Подёнки оживающие
Подёнки оживающие (лат. Palingeniidae) — cемейство подёнок.

## Описание
Самцы характеризуются поперечной переднеспинкой. Положение разветвления медиальной и анальной жилок изменчиво. Первая анальная жилка не раздвоена. Продольные жилки RS и MA1 попарно сближены. Лапки состоят из 1-5 члеников. Тазики передних ног соприкасаются или почти соприкасаются. Стадия субимаго известна только для самцов.
У личинок жабры перистые, загнуты на спинную сторону. Верхние челюсти направлены вперёд и имеют широкие зазубренные выросты.

## Экология
Личинки ведут роющий образ жизни.

## Классификация
В составе семейства в современной фауне 30-34 видов в 7-8 родах.
- Anagenesia Eaton, 1883
- Chankagenesia Buldovskij, 1935
- Cheirogenesia Demoulin, 1952
- Mortogenesia Lestage, 1923
- Palingenia Burmeister, 1839
- Plethogenesia Ulmer, 1920
- Pentagenia Walsh, 1863

## Палеонтология
В ископаемом состоянии известен один вид Mesopalingea lerida из нижнемеловых (барремских) отложений в Испании (130,0 — 125,45 млн лет).

## Распространение
Широко распространённое семейство. Наиболее богато представлено в Палеарктике и Ориентальной области. Отсутствует в Неотропике и континентальной части Афротропики, но отмечены на Мадагаскаре.